# Borschtschiwka (Riwne)
Borschtschiwka (ukrainisch Борщівка; russisch Борщовка Borschtschowka, polnisch Borszczówka) ist ein Dorf im Zentrum der ukrainischen Oblast Riwne mit etwa 800 Einwohnern (2001).

## Geografische Lage
Die Ortschaft liegt in der Grenzregion der Wolhynisch-Podolische Platte und dem Polesischen Tiefland (Поліська низовина Poliska nysowyna) auf einer Höhe von 184 m, 4 km nördlich vom Gemeindezentrum Mala Ljubascha, 9 km östlich vom ehemaligen Rajonzentrum Kostopil und 40 km nordöstlich vom Oblastzentrum Riwne.
Vier Kilometer westlich vom Dorf verläuft die Regionalstraße P–05.

## Geschichte
Das Dorf lag zum Zeitpunkt seiner ersten schriftlichen Erwähnung am Ende des 16. Jahrhunderts in der Polnisch-Litauischen Woiwodschaft Wolhynien. Mit der Dritten Teilung Polens fiel die Ortschaft 1795 an das Russische Kaiserreich und lag dort bis zum Ende des Ersten Weltkriegs im Bezirk Riwne des Okrug Isjaslaw, Gouvernement Wolhynien, wo es ein administrativer Teil der Stadt Kostopil war.
Anschließend kam sie zur Westukrainischen Volksrepublik und wurde, als Teil des westlichen Wolhynien, nach dem Polnisch-Ukrainischen Krieg und während des Polnisch-Sowjetischen Krieges im März 1920 Bestandteil der Woiwodschaft Wolhynien innerhalb der Zweiten Republik Polen (Powiat Kostopol, Gmina Kostopol).
Im September 1939 wurde das Dorf von der Sowjetunion besetzt. Nach dem deutschen Überfall auf die Sowjetunion war das Dorf während des Deutsch-Sowjetischen Krieges vom 1. Juli 1941 bis Januar 1944 von Deutschland okkupiert und in den Generalbezirk Brest-Litowsk/Wolhynien-Podolien, Kreisgebiet Kostopol des Reichskommissariats Ukraine eingegliedert. Am 4. Mai 1943 wurde in der Nähe des Dorfes eine deutsche Autokolonne angegriffen. Im selben Jahr zerstörten die Deutschen das Dorf vollständig und brannten die Häuser nieder.
Nach dem Zweiten Weltkrieg kam das Dorf im Zuge der Westverschiebung Polens zur Ukrainischen SSR innerhalb der Sowjetunion. Von 1950 an gehörte das Dorf, zusammen mit den Dörfern Mala Ljubascha und Lissopil (Лісопіль), zur Landratsgemeinde Mala Ljubascha. 1960 wurde das Dorf elektrifiziert. Seit dem Zerfall der Sowjetunion 1991 ist Borschtschiwka Teil der unabhängigen Ukraine.
Am 11. August 2017 wurde das Dorf ein Teil neu gegründeten Landgemeinde Mala Ljubascha, bis dahin war sie Teil der Landratsgemeinde Mala Ljubascha im Südosten des Rajons Kostopil.
Am 17. Juli 2020 wurde der Ort ein Teil des Rajons Riwne.

## Söhne und Töchter der Ortschaft
- Wenedykt Aleksijtschuk (* 16. Januar 1968), ukrainisch griechisch-katholischer Bischof von Chicago.